# Георг фон Вальдерзее (генерал-лейтенант)
Граф Георг Фрідріх Вільгельм фон Вальдерзее (нім. Georg Friedrich Wilhelm Graf von Waldersee; 1 вересня 1860, Бранденбург-на-Гафелі — 7 вересня 1932, Іфенак) — німецький воєначальник, генерал-лейтенант Прусської армії.

## Біографія
Син оберста графа Георга фон Вальдерзее (1824–1870) і його дружини Лаури, уродженої фон Кноблаух (1836–1904).
Він провів свої шкільні роки в Бранденбурзькій лицарській академії. 14 травня 1880 року вступив в Прусську армію другим лейтенантом. 22 квітня 1905 року Вальдерзее став начальником штабу 7-го армійського корпусу Моріца фон Біссінга у Мюнстері. Наприкінці січня 1907 року він був переведений у Людвігслюст до 1-го Великогерцогського Мекленбурзького драгунського полку № 17, з 1909 року служив командиром полку. 1 квітня 1911 року його було призначено командиром 3-ї кавалерійської бригади, а 22 березня 1912 року вироблено в генерал-майори.
В 1913 році Вальдерзее став головним квартирмейстером у Великому генеральному штабі в Берліні. Він також був членом Кавалерійської комісії. Він неодноразово закликав уряд вести превентивну війну проти Росії та Франції, наприклад, у меморандумі від травня 1914 року. За словами історика Анніки Момбауер, він перебував у постійному контакті з Міністерством закордонних справ Німеччини під час Липневої кризи, хоча він заперечував це за життя.
Коли почалася Перша світова війна, Вальдерзее, на його велике розчарування, був переведений на Схід як начальник штабу 8-ї армії. Після війни він заявив, що його досвіду як людини, яка допомагала розробляти плани розгортання у західних країнах, там бракувало. Проте Вальдерзее, мабуть, також зіграв значну роль у рішенні Мольтке захищати Схід від початку, що було включено у початковий план Шліффена. Після програної битви при Гумбіннені Вальдерзее був знятий з посади 22 серпня 1914 року разом зі своїм командиром Максиміліаном фон Прітвіцем-унд-Гаффроном. Пізніше він став губернатором Севастополя і закінчив війну у званні генерал-лейтенанта.
Після війни Вальдерзее доручив архіваріусу Генріху Отто Майснеру написати біографію, засновану на щоденниках та листуванні його дядька, генерал-фельдмаршала графа Альфреда фон Вальдерзее (1832–1904). Тритомна праця була опублікована у 1922/23 роках.

## Сім'я
Одружився з баронесою Елізабет Бертою Марі Кароліною Адольфіною Августою фон Мальцан (1864–1941), дочкою землевласника і депутата рейхстагу барона Адольфа фон Мальцана, графа фон Плессена. В пари народились 2 дочки:
- Едельгард Лаура Елізабет (16 липня 1891 — 16 жовтня 1981) — вийшла заміж за принца Густава фон Шенайх-Каролата, сина письменника принца Еміля фон Шенайх-Каролата.
- Магдалена Аста Пауліна (9 лютого 1893 — 6 травня 1945) — вийшла заміж за свого двоюрідного брата барона Альбрехта фон Мальцана, графа фон Плессена. Разом з чоловіком наклала на себе руки в Іфенаку.

## Нагороди
- Столітня медаль
- Хрест «За вислугу років» (Пруссія) (25 років)
- Орден Святого Йоанна (Бранденбург), лицар справедливості[5]
- Залізний хрест 2-го і 1-го класу